# He Is Your Brother
"He Is Your Brother" är en popsång inspelad av den svenska musikgruppen Abba, då under namnet Björn & Benny, Agnetha & Anni-Frid. Text och musik skrevs av Benny Andersson och Björn Ulvaeus och inspelningen påbörjades 17 oktober 1972 i Europa Film Studios, Stockholm.

## Historik
Sången finns med på gruppens första gemensamma musikalbum Ring ring, som utkom 1973 och togs även med på gruppens första samlingsalbum, Greatest Hits, som släpptes internationellt 1976. 
På Abba:s världsturné 1977 var detta den äldsta låten som framfördes live. Den näst äldsta låten som framfördes under turnén var Waterloo från 1974. 
Abba framförde sången live vid TV-konserten Music for Unicef i FN-högkvarteret i New York 1979. Sången framfördes som en del i ett öppningsmedley på showen, då alla medverkande artister samlades på scenen. 

## Singelskiva
He Is Your Brother valdes som den uppföljande singeln (Omslagsbild) till People Need Love, som var gruppens första gemensamma singelskiva. I USA gavs singeln, precis som föregångaren, ut på Playboy Records.  

### Sida A
1. He Is Your Brother

### Sida B
1. Santa Rosa

## Covers
Den svenska duon Svenne & Lotta spelade in en ny version av sången och tog med den som B-sida på sin singel Dance (While the Music Still Goes On), som också den är en Abba-cover. 
1999 gjorde Abba-tributbandet Arrival en cover på sången till sitt musikalbum First Flight. 